# Samba de uma nota só
«Samba de uma nota só» es una canción brasileña de 1959 con letra de Newton Mendonça y música de Tom Jobim.
La canción fue incluida en el álbum «Jazz Samba» de Stan Getz, Charlie Byrd y Antonio Carlos Jobim que obtuvo un premio Grammy en 1963.

## Otros intérpretes
| - Quincy Jones - Eydie Gormé - June Christy - Sérgio Mendes - Barbra Streisand - Ella Fitzgerald - Stereolab | - Al Jarreau - Olivia Ong - Percy Faith - João Gilberto - Baden Powell - Caterina Valente - Toquinho |